# Zomerfilmcollege

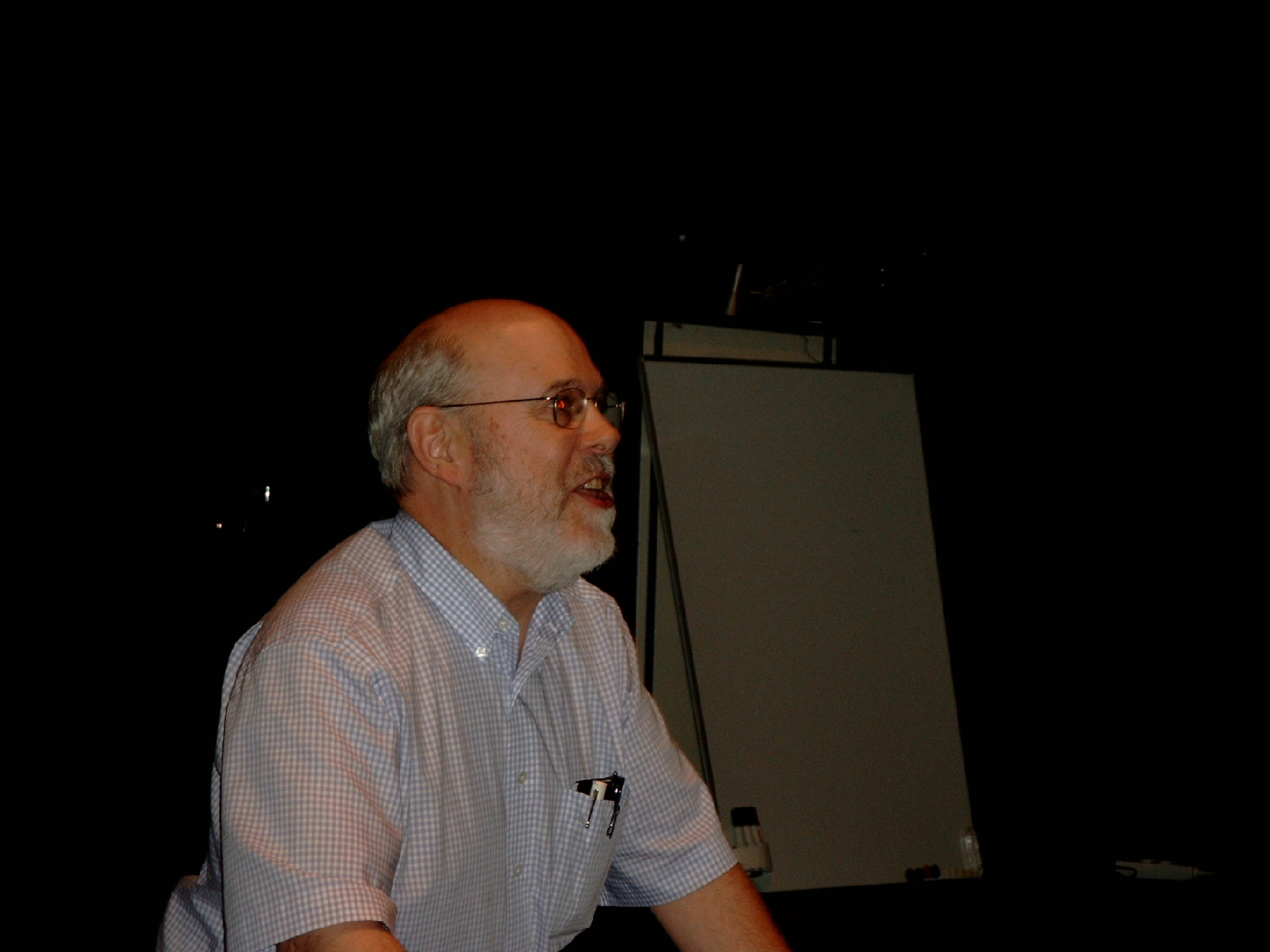
Prof. David Bordwell tijdens het Zomerfilmcollege 2007 te Brugge

Het Zomerfilmcollege is een symposium rond film georganiseerd door CINEA (opvolger van de Vlaamse Dienst voor Filmcultuur vzw en de Nationale Dienst voor Filmclubs) met medewerking van het Koninklijk Belgisch Filmarchief. Deze studieweek rond uiteenlopende aspecten over het filmmedium wordt ondersteund door onderlegde sprekers op het terrein van de film- en mediatheorie. Gemiddeld worden 30 cultuurhistorisch belangrijk geachte films integraal geprojecteerd. De cursus wordt begeleid door een syllabus met artikels en kopieën van oorspronkelijke filmbesprekingen uit kranten en tijdschriften.

## Geschiedenis
| Jaar | Datum                | Locatie                | Thema |
| ---- | -------------------- | ---------------------- | --- |
| 1971 | 24 juli - 1 augustus | Dommelhof, Neerpelt    | Van Méliès tot marginale film. Onder impuls van professor André Vandenbunder met als gasten Jean-Pierre Wouters van het toenmalige Film & Televisie, Guy Lee Thys, Robbe De Hert en Patrick Duynslaegher en de Nederlandse cineast Frans Zwartjes. |
| 1981 |                      | Dommelhof, Neerpelt    | |
| 1983 |                      | Dommelhof, Neerpelt    | |
| 1985 |                      | Dommelhof, Neerpelt    | |
| 1987 |                      | Dommelhof, Neerpelt    | |
| 1989 |                      | Dommelhof, Neerpelt    | Toelichting van het oeuvre van Wim Wenders; André Vandenbunder gaf lezingen over filmanalyse aan de hand van Image-Mouvement en Image-Temps van Gilles Deleuze; Yasujiro Ozu en de grootmeesters van de Japanse film kwamen ten slotte aan bod. |
| 1991 |                      | Dommelhof, Neerpelt    | André Vandenbunder gaf lezingen over Lotmans lectuur van de filmtekst; bijna het gehele oeuvre van Ingmar Bergman kwam deskundig aan bod; men sloot af met de grootmeesters van de Amerikaanse filmkomedie. |
| 1993 |                      | Dommelhof, Neerpelt    | Hans van Driel sprak over interpreteren en gaf een cursus filmanalyse met nadruk op de structuralistische semiotiek van Charles Peirce; Michel Apers besprak de naoorlogse (film)realiteit en belichtte het werk van Francis Ford Coppola als Hollywoods laatste reus? |
| 1995 |                      | Dommelhof, Neerpelt    | Harry Kümel belichtte uitvoerig het oeuvre van John Ford; Edwin Carels had het over de cinema in de jaren negentig: teloorgang of herbronning? |
| 1997 |                      | Cinema Lumière, Brugge | Prof. Emeritus Jan Marie Peters handelde over mise-en-scène en cameravoering terwijl Marc Bekaert het point of view in de film toelichtte; Harry Kümel analyseerde uitvoerig het oeuvre van Luchino Visconti met de nadruk op de regieaspecten; Michel Apers herbekeek de filmgeschiedenis via films uit het Koninklijk Belgisch Filmarchief. |
| 1999 |                      | Cinema Lumière, Brugge | Harry Kümel had het over Leugen en Waarheid in de Cinema en over filmstructuren of wat film tot "film" maakt; Michel Apers sprak over de films van Stanley Kubrick gedraaid tussen 1955 en 1963 en het filmklimaat van de jaren 50 en 60 van de 20e eeuw; Kevin Brownlow, Raoul Servais en Stijn Coninx waren de zomergasten die carte blanche kregen; zij presenteerden een programma naar keuze als verrassingsmenu. Michel Apers herbekeek de filmgeschiedenis via films uit het Koninklijk Belgisch Filmarchief. |
| 2001 |                      | Cinema Lumière, Brugge | Lezingen door professor David Bordwell over From Akira Kurosawa to Kung-Fu (and beyond). Als kenner van de Aziatische film bracht hij een inzicht aan aan de hand van de analyse van enkele klassiekers van Akira Kurosawa en had hij het over de invloed van deze traditie op de vandaag zo invloed rijk geworden Hongkongcinema; Harry Kümel analyseerde het unieke filmoeuvre van de cineast Elia Kazan via een filmdramaturgische benadering; Terence Davies sprak over zijn passie voor film en zijn rigoureus uitgekiende filmesthetiek aan de hand van filmfragmenten en een aantal integrale projecties, waaronder The House of Mirth. |
| 2003 |                      | Cinema Lumière, Brugge | Bordwell over Amerikaanse filmgenres van klassieke studiofilm naar nieuwe Hollywood en over Vertelstructuren; Harry Kümel belichtte een aantal klassieke filmgenres uit de jaren 40 en 50 (20ste eeuw) en demonstreerde hoe het studiosysteem bepalend was voor het tot stand komen van de klassieke meesterwerken van de Amerikaanse cinema van voor 1970; doctorandus Roel Van de Winkel lichtte zijn onderzoek toe rond Populaire propaganda. Cinema in nazi-Duitsland en bezet België met films van regisseurs als Veit Harlan, Helmut Kaütner, Hans Steinhoff; hij rondde af met een reconstructie van een filmavond uit bezet België tijdens de Tweede Wereldoorlog met als journaal: Ufa Actualités Mondiales, een cultuurfilm Leinen aus Kortrijk en als hoofdfilm Auf wiedersehen, Franziska (1941) met regie van Helmut Käutner. |
| 2005 |                      | Cinema Lumière, Brugge | Bordwell over Cinematic staging; docent Tom Paulus rond de cineast Howard Hawks; Kirstin Thompson gaf uitleg over haar onderzoek rond The Lord of the Rings en over haar boek rond de regisseur Ernst Lubitsch; Daniël Biltereyst over de mediahype rond The Return of the King en Harry Kümel over de dvd-uitgave van zijn film Malpertuis (1973) en de vampierfilm Daughters of Darkness (1971). Er ging ook een hommage door aan Michel Apers (1948-2004), de in 2004 overleden adjunct-conservator van het Filmarchief, waarbij enkele van zijn favoriete films getoond werden. |
| 2007 |                      | Cinema Lumière, Brugge | Widescreen cinema lezingen van Bordwell aangevuld met filmprojecties namen het breedscherm-filmmaken van de jaren 50 (20e eeuw) onder de loep zoals het ontstond in de Verenigde Staten en uitzwermde naar Europa en Azië. Bordwell belichtte de verschillende formaten en technologieën die met elkaar in concurrentie gingen. De nadruk lag niet zozeer op het technologisch aspect als wel op de artistieke mogelijkheden die Cukor, Preminger, Akira Kurosawa en andere creatieve regisseurs ontdekten in het nieuwe beeldformaat; de docenten Steven Jacobs en Hilde D'haeyere gaven les rond cineast Fritz Lang; cineast Eric de Kuyper belichtte het werk van de cineast Henri Alekan |
| 2009 |                      | Cinema Lumière, Brugge | Verschillende thema's: het "filmwonderjaar 1960", de Europese emigrés en de nieuwe Koreaanse Cinema. Professor David Bordwell wierp een ander licht op films van het wonderjaar '1960' dat ons films schonk als The Young One van Luis Buñuel, Psycho van Alfred Hitchcock, The Apartment van Billy Wilder, Le Petit Soldat van Jean-Luc Godard, The Bad Sleep Well van Akira Kurosawa, Lola van Jacques Demy, The World of Apu van Satyatit Ray en horrorfilms La Maschera del Demonio van Mario Bava en Peeping Tom van Michael Powell. De docenten Tom Paulus, Steven Jacobs en Muriel Adrin belichtten de rol van geëmigreerde acteurs en actrices zoals Greta Garbo, Boris Karloff, Charles Laughton Peter Lorre en Béla Lugosi en getalenteerde regisseurs voor de productie van Hollywoodfilms vanaf de jaren 20 van de 20e eeuw. Ten slotte wierp filmrecensent Christophe Verbiest een blik op de geschiedenis en de nieuwe Koreaanse cinema met regisseurs als Kim Ki-duk, Park Ki-Yong, Parck Chan-Wook en Bong Joon-Ho. Verder fungeerde als zomergast de filmauteur en filmrestaurateur Kevin Brownlow. |
| 2011 |                      | Cinema Zuid, Antwerpen | Drie thema's: Dark Passages: storytelling strategies 1940's Hollywood met als gastspreker professor emeritus David Bordwell; Film en schilderkunst en meesterwerk in context. |
| 2013 |                      | Cinema Zuid, Antwerpen | Bordwell over het oeuvre van Yasujiro Ozu met ook aandacht voor Runaway Hollywood en Meesterwerk in context. |
| 2015 |                      | Cinema Zuid, Antwerpen | Editie rond acteur Burt Lancaster met licht op Jean-Luc Godard. Verder verwelkomde men de Schotse regisseur Bill Forsyth als bijzondere gast. |
| 2016 |                      | Cinema Zuid, Antwerpen | Oeuvre van de Belgische cineaste Chantal Akerman en de mise-en-scène van de song door de filmgeschiedenis heen. |
| 2017 |                      | Cinema Zuid, Antwerpen | |
| 2018 |                      | Cinema Zuid, Antwerpen | |
| 2019 |                      | De Cinema, Antwerpen   | |
| 2021 | 22-28 augustus       | De Cinema, Antwerpen   | Enerzijds over het werk van Jacques Rivette en Marguerite Duras en anderzijds over dat van Nicholas Ray |